# إيفان ماراش
إيفان ماراش مواليد 20 أبريل 1986 في بودغوريتسا، جمهورية يوغوسلافيا الاشتراكية الاتحادية، هو لاعب كرة سلة مونتينيغري. بدأ مسيرته الاحترافية في سنة 2003. يلعب مع شوليه باسكت في الدوري الفرنسي لكرة السلة الدرجة الأولى كلاعب وسط. لعب مع نادي بودوشنوست لكرة السلة والمنامة البحريني.

## روابط خارجية
- إيفان ماراش على موقع الاتحاد الدولي لكرة السلة (الإنجليزية)
- إيفان ماراش على موقع الدوري الأوروبي لكرة السلة (الإنجليزية)
- إيفان ماراش على موقع كرة السلة الأوروبية.كوم (الإنجليزية)
- إيفان ماراش على موقع ريلجم (الإنجليزية)
- إيفان ماراش على موقع بروبوليرز (الإنجليزية)
- إيفان ماراش على موقع سبورتس رفرنس (الإنجليزية)